# Afterburn
Afterburn in Carowinds bei Charlotte, North Carolina, USA ist eine Stahlachterbahn vom Modell Inverted Coaster des Herstellers Bolliger & Mabillard, die am 20. März 1999 im damaligen Paramount's Carowinds als Top Gun - The Jet Coaster eröffnet wurde. Sie liegt in demjenigen Teil des Freizeitparks, der zum Bundesstaat South Carolina gehört.
Sie besitzt eine Höhe von 34,4 m, eine Länge von 901 m, erreicht eine Höchstgeschwindigkeit von 99,8 km/h und ist mit sechs Inversionen ausgestattet. Afterburn sollte ursprünglich nach dem 1998 erschienenen Film Godzilla thematisiert werden, wurde dann aber auf Grund des geringen Erfolgs des Films nach dem Film Top Gun thematisiert. Nachdem die Namen von Paramount im Jahr 2007 ausgelaufen sind, musste die Bahn umbenannt werden. Die Bahn ziert eine ausgediente, zum Schein bewaffnete F-14 Tomcat der US Navy, die zwischen den Schienen an einem der Stützpfeiler angebracht ist.

## Fotos

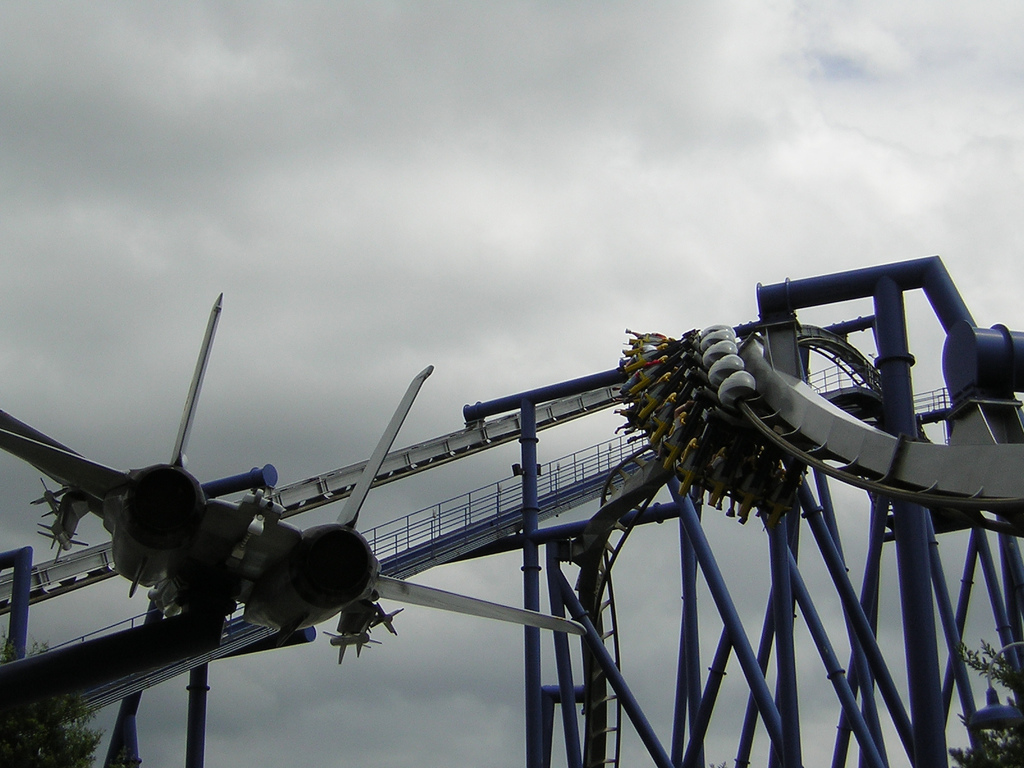
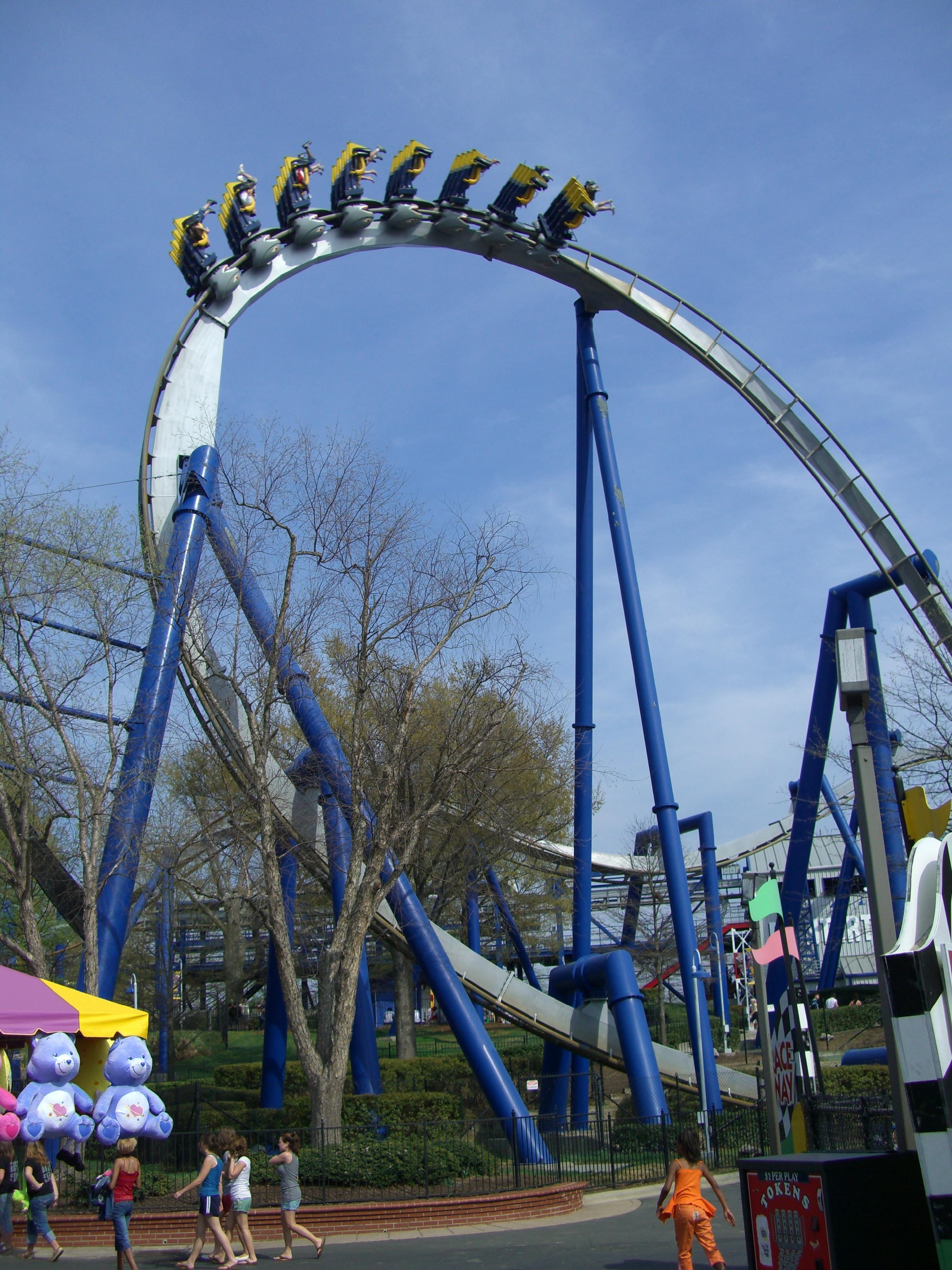
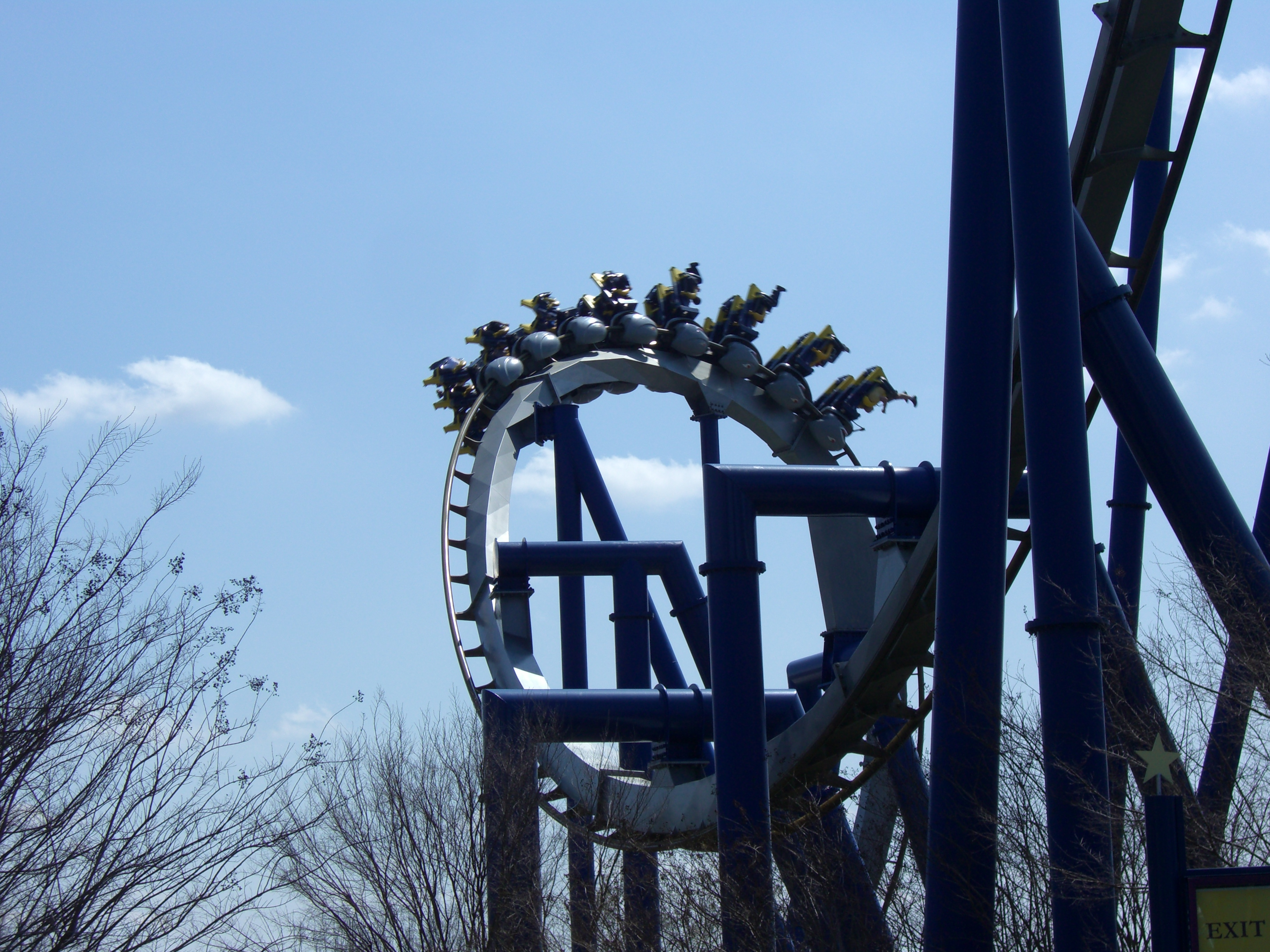
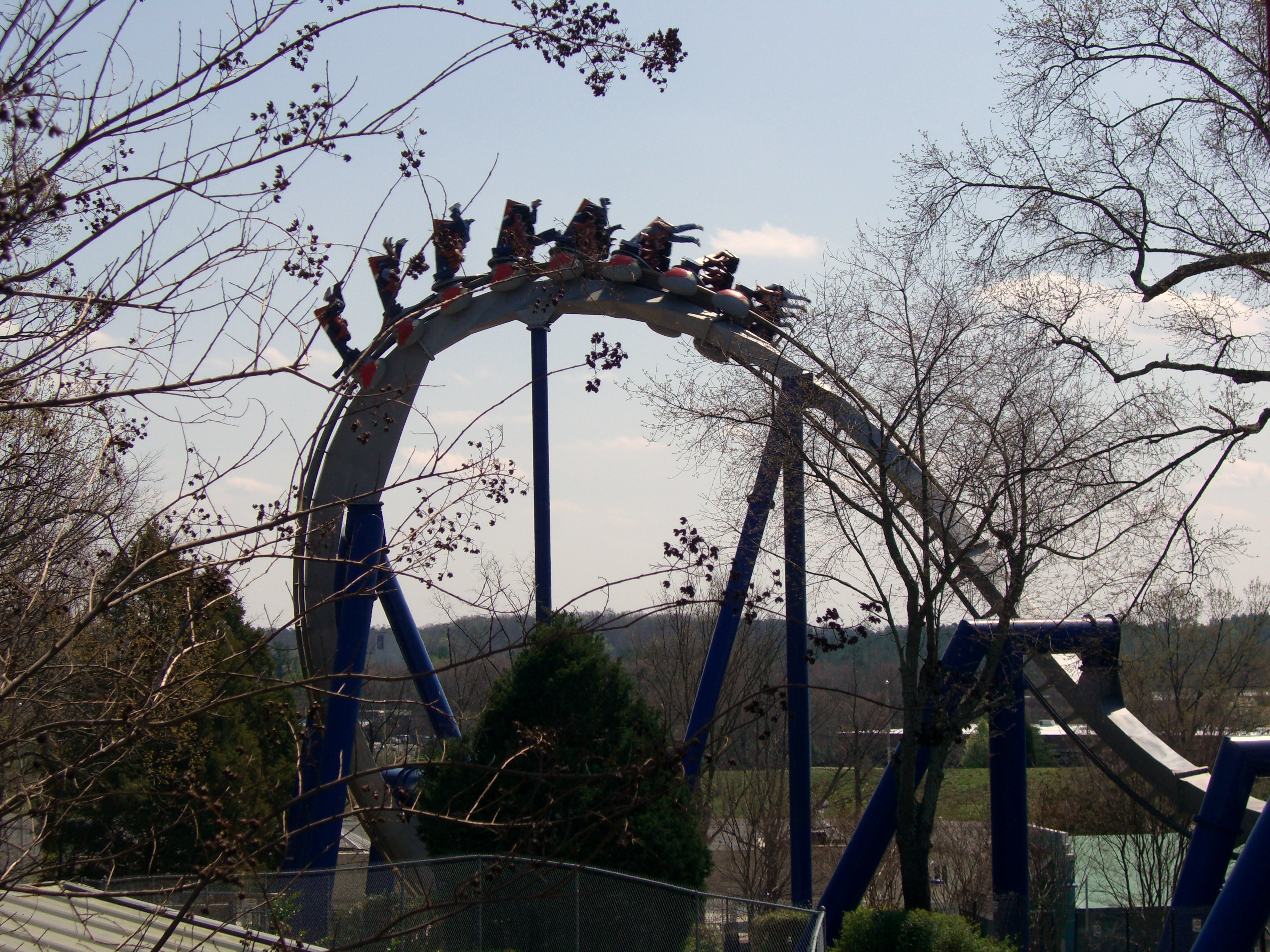
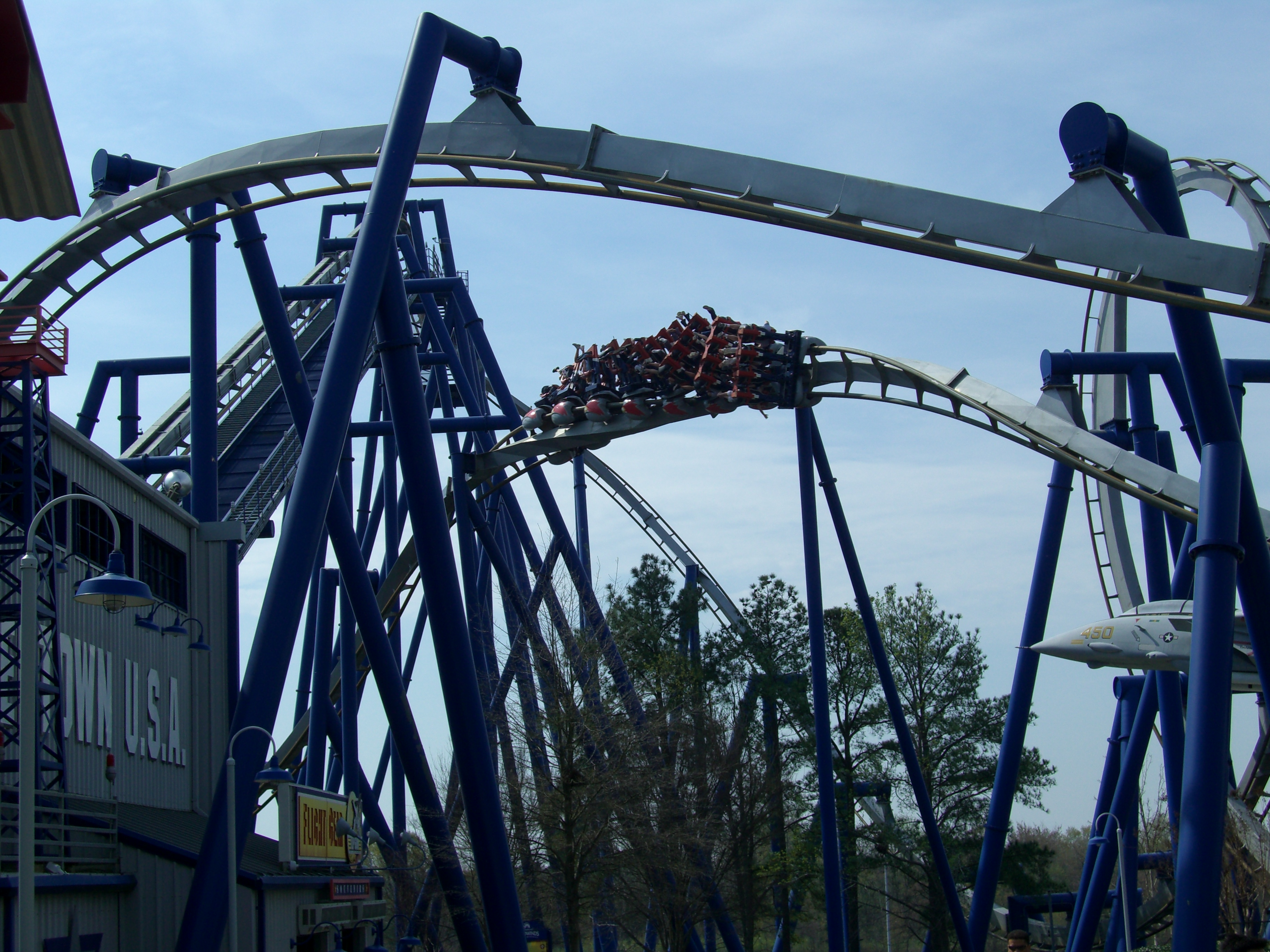
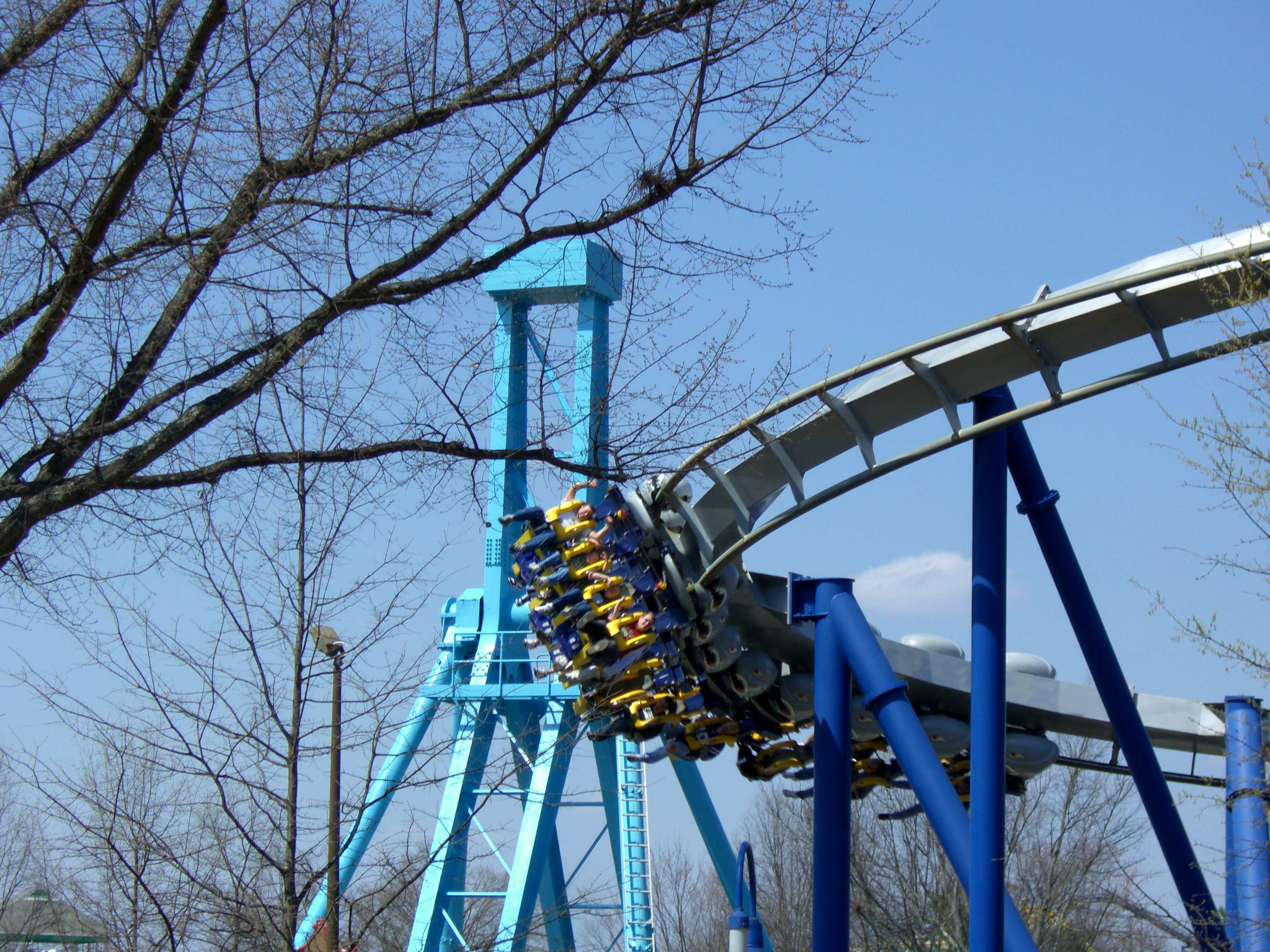
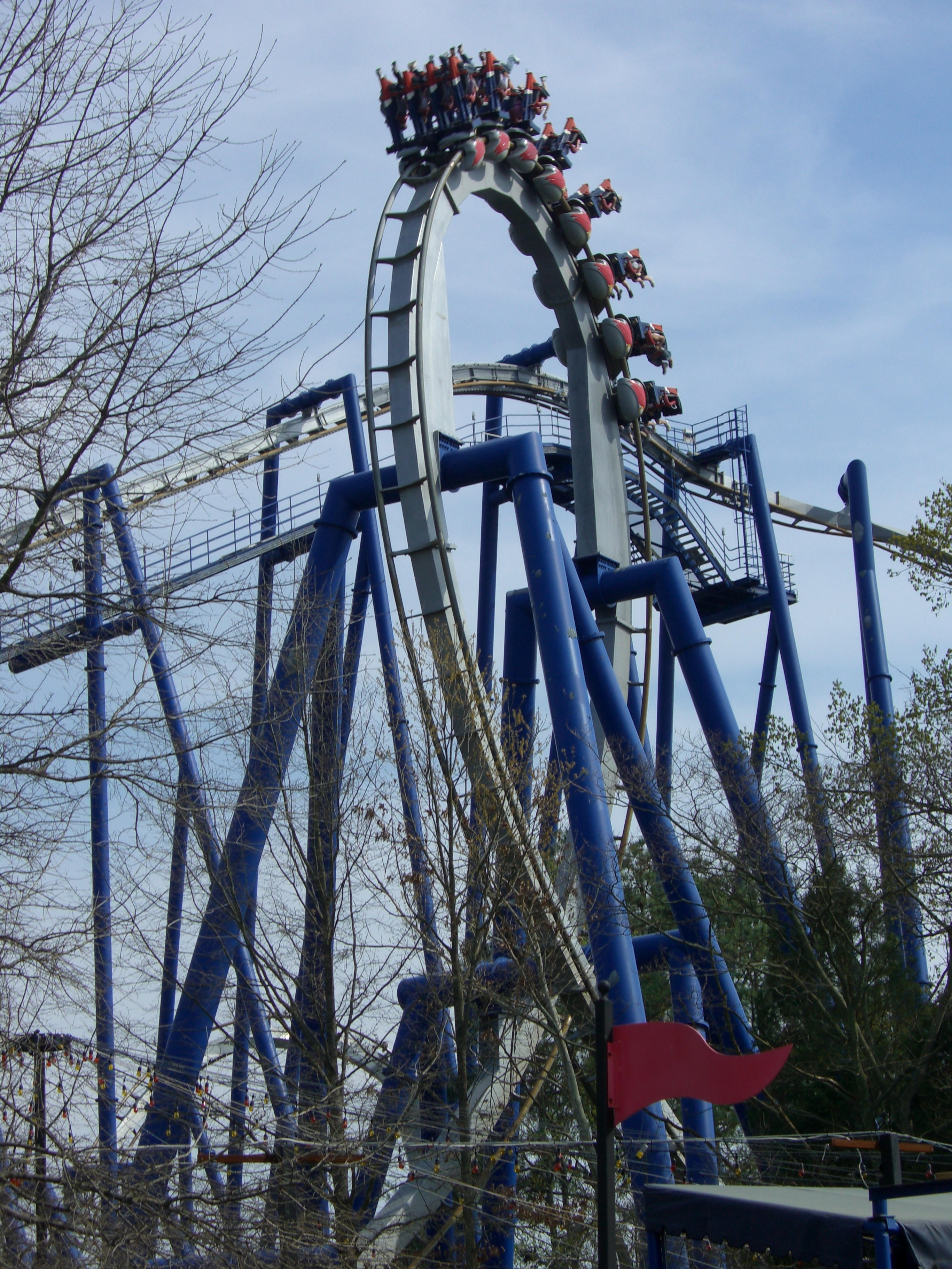

## Fahrt
Die Fahrt beginnt damit, dass der Zug die Station verlässt und den 34,4 m hohen Lifthill hochgezogen wird. Oben angekommen, erwartet die Fahrgäste ein Predrop vor dem eigentlichen First Drop. Nach der Abfahrt durchfährt der Zug den Looping, gefolgt von einer langen Geraden vor dem Immelmann. Unmittelbar danach folgen die Zero-g-Roll, sowie der Batwing, der aus zwei Inversionen besteht. Die Strecke führt nun über den Fuß des Lifthills, bevor die letzte Inversion, der Korkenzieher erreicht wird. Eine Helix schließt die Lücke zur Schlussbremse.

## Züge
Afterburn besitzt zwei Züge mit jeweils acht Wagen. In jedem Wagen können vier Personen (eine Reihe) Platz nehmen. Die Fahrgäste müssen mindestens 1,37 m groß sein, um mitfahren zu dürfen. Als Rückhaltesystem kommen Schulterbügel zum Einsatz.